# Gonzalo de Aguilar

Escudo de Gonzalo de Aguilar

Gonzalo de Aguilar (Aguilar de Campoo, ? - Sigüenza, 25 de febrero de 1353) fue un eclesiástico castellano, maestro en teología por la universidad de París, sucesivamente canónigo de Palencia y de Burgos, arcediano de Salamanca, en cuya universidad fue profesor, 
obispo de Cuenca,
de Sigüenza, 
arzobispo de Santiago, y 
de Toledo.
Desde 1345 fue también notario mayor de Alfonso XI.
Algunos autores lo mencionan también como obispo de Burgos, mientras otros omiten alguno de sus episcopados.
| Predecesor: Otón                    | Obispo de Cuenca 1339 – 1341                    | Sucesor: García II                |
| Predecesor: Pedro                   | Obispo de Sigüenza 1342 – 1348                  | Sucesor: Pedro Gómez de Albornoz  |
| Predecesor: Pedro V                 | Arzobispo de Santiago de Compostela 1348 – 1351 | Sucesor: Gómez Manrique           |
| Predecesor: Gil Álvarez de Albornoz | Arzobispo de Toledo 1351 – 1353                 | Sucesor: Blas Fernández de Toledo |